# Paolo Atzei
Paolo Mario Virgilio Atzei OFM Conv. (ur. 21 lutego 1942 w Mantui) – włoski duchowny katolicki, arcybiskup Sassari w latach 2004-2017.

## Życiorys
Święcenia kapłańskie otrzymał 18 grudnia 1966 w zakonie franciszkanów konwentualnych. Był m.in. rektorem niższego seminarium zakonnego, gwardianem i proboszczem kilku zakonnych placówek, a także przełożonym sardyńskiej prowincji zgromadzenia.
8 lutego 1993 papież Jan Paweł II mianował go ordynariuszem diecezji Tempio-Ampurias. Sakry biskupiej udzielił mu 28 marca 1993 abp Pier Giuliano Tiddia.
14 września 2004 papież mianował go arcybiskupem Sassari. Ingres odbył się 31 października 2004.
27 czerwca 2017 przeszedł na emeyturę, a jego następcą został ogłoszony Gian Franco Saba.